# 대한민국 철도청 6300호대 디젤 기관차
6300호대 디젤 기관차는 대한민국 철도청의 대형 전기식 디젤 기관차이다. 도입 당시에는 7000호대의 번호를 사용했지만 1986년에 6300호대로 번호가 바뀌었으며, 거의 같은 시기에 유사한 번호의 6350호대 디젤 기관차는 6200호대 디젤 기관차로 개번·통합되었다.

## 역사
1969년에 경부선 특급 여객열차인 관광호를 견인하기 위해서, G26CW 형식의 디젤 기관차가 7000호대로서 10대가 도입되었다. 최고속도 150km/h의 성능에 총괄제어에 의한 전후 동력형 열차로 개조될 예정이었으나, 7100호대 특대형 기관차의 등장으로 인해 관광호 견인 임무를 마치고 기어비 57:20(최고속도 153km/h)에서 62:15(105km/h)로 개조되었다. 1986년에 7000호대 등장으로 인해, 6300호대로 번호가 개정되어 여객열차 수송을 담당하였다. 그 이후 호랑이도색으로 운행하다가 1997년까지 모두 퇴역하였다.

## 현황
총 10량이 1969년 5월 미국 국제개발처 자금으로 도입되었으나 현재 대한민국에서 모두 퇴역하였다.
| 차호   | 시리얼 | 도입 시기  | 운행 중단 시기 | 비고                                                                     |
| ------ | ------ | ---------- | -------------- | ------------------------------------------------------------------------ |
| 6301호 | 34460  | 1969년 5월 | 1997년         | 도입 당시 차번은 구 7001호.                                              |
| 6302호 | 34461  | 1969년 5월 | 1996년         | 도입 당시 차번은 구 7002호.                                              |
| 6303호 | 34462  | 1969년 5월 | 1996년         | 도입 당시 차번은 구7003호.                                               |
| 6304호 | 34463  | 1969년 5월 | 1994년         | 도입 당시 차번은 구 7004호.                                              |
| 6305호 | 34464  | 1969년 5월 | 1995년         | 도입 당시 차번은 구 7005호.                                              |
| 6306호 | 34465  | 1969년 5월 | 1994년         | 도입 당시 차번은 구 7006호. 영화 고래사냥 2에서 마지막에 나온 적이 있다. |
| 6307호 | 34466  | 1969년 5월 | 1996년         | 도입 당시 차번은 구 7007호.                                              |
| 6308호 | 34467  | 1969년 5월 | 1996년         | 도입 당시 차번은 구 7008호.                                              |
| 6309호 | 34468  | 1969년 5월 | 1994년         | 도입 당시 차번은 구 7009호.                                              |
| 6310호 | 34469  | 1969년 5월 | 1997년         | 도입 당시 차번은 구 7010호.                                              |

## 참고 문헌
- 철도청 디젤전기기관차편람 (2004)[쪽 번호 필요]
- 철도 Pictorial 1969년 8월호 (일본, 전기차 연구회)[쪽 번호 필요]
- Can Books 한국의 철도 (일본, JTB)[쪽 번호 필요]